# 索拉朋·切特里
索拉朋·切特里（1950年12月8日—2022年3月10日），昵称Ek，泰国男演员，较活跃于70年代末到80年代中期的他拥有超过百部影视作品。2008年，获泰国国家文化委员会赐予国家艺术家之荣誉。
2022年3月10日，索拉朋·切特里因肺癌去世，享年71岁。